# Jimmy Yancey
Jimmy Yancey, nome completo James Edwards Yancey (Chicago, 20 febbraio 1898 – Chicago, 17 settembre 1951), è stato un pianista, compositore e cantante statunitense maggiormente conosciuto per i suoi pezzi per piano in stile boogie-woogie.

## Biografia
Suo fratello maggiore Alonzo era un pianista conosciuto, suo padre era un chitarrista.
Yancey intraprese inizialmente l'attività di cantante durante i suoi viaggi. Successivamente divenne un importante e influente pianista. La sua tecnica boogie-woogie consisteva nel ripetere con insistenza la stessa figura con la mano sinistra ed eseguire le decorazioni melodiche con la destra.
La sua interpretazione è sottile e delicata, cambia spesso la tonalità ma ogni brano termina generalmente in Mi bemolle. Questo elemento finale conferisce un'incredibile soddisfacente dissonanza.
È incluso nel 1986 nel "Rock and Roll Hall of Fame"

## Stile
Sicuramente Jimmy Yancey è più grande pianista di barrelhouse blues. Celeberrimo rimane il suo più grande successo, Indiana Avenue Stomp, in cui vi è un incipiente qualità tragica, che raggiunge la sua realizzazione nel lavoro di questo straordinario pianista. Il "barrelhouse blues" non termina quasi mai nella risoluzione della tonica, e Jimmy Yancey, in qualunque tonalità suonasse, spesso concludeva i brani in mi bemolle